# Cropwell Bishop
Pour les articles homonymes, voir Cropwell et Bishop.
Cropwell Bishop est un village du Nottinghamshire, en Angleterre.